# Никитченко, Иван Семёнович
Ива́н Семёнович Ники́тченко (7 января 1902, Киев — 25 ноября 1958, Москва) — советский художник кино, специалист комбинированных съёмок, изобретатель. Лауреат Сталинской премии второй степени (1949). Брат В. С. Никитченко.

## Биография
Родился  в Киеве. В 1919 году окончил фаультет живописи Киевского художественного училища.
С 1927 года работал на киностудиях «Совкино», «Межрабпомфильм», «Госкинопромгрузия», «Мосфильм», «Техфильм», Ташкентской, Киевской и Бакинской. С 1951 года — на киностудии «Союздетфильм». Совместно с ним разработал портативный станок для дорисовки кадра, а также оригинальные методы комбинированных съёмок: в 1947 году — метод «оптических перекладок» (применён в фильмах «Молодая гвардия», «Третий удар» и др.), получивший большое развитие в советской кинематографии; в 1956 году — метод «автоматических перекладок» (фильм «Мамлюк» и др.). Эти методы расширили и обогатили изобразительные возможности искусства кино. Художник мультфильмов из серии «Приключения Братишкина» (1928—1930) режиссёра А. Л. Птушко.
И. С. Никитченко умер в Москве 25 ноября 1958 года.

## Семья
Брат — Владимир Семёнович Никитченко (1908— ?), художник кино.

## Фильмография
- 1931 — Сорок сердец
- 1932 — Горизонт
- 1934 — Настенька Устинова; Карьера Рудди
- 1936 — Каджети
- 1938 — Руслан и Людмила (сценарист и режиссёр совместно с В. П. Невежиным)
- 1942 — Дорога к звёздам
- 1944 — Кащей Бессмертный
- 1946 — Оптические перекладки (короткометражный)
- 1948 — Третий удар
- 1948 — Молодая гвардия
- 1950 — Огни Баку
- 1953 — Повесть о нефтяниках Каспия (совместно с В. Никитченко)
- 1955 — Девушка-джигит (совместно с В. Никитченко)
- 1956 — Это начиналось так
- 1958 — Мамлюк

## Награды и премии
- Сталинская премия второй степени (1949) — за фильм «Третий удар» (1948)[3]